# Tiâmis (mitologia)
Tiâmis (em grego: Θύαμις; romaniz.: Thýamis), na mitologia grega, era um comandante que, ao lado de seus irmãos, os cireus, lutou junto com Deríades contra Dionísio na Guerra Indiana. Foi filho de Tarbelo e é mencionado na Dionisíaca de Nono. Outro indivíduo também chamado Tiâmis foi um guerreiro no exército de Dinísio durante a Guerra Indiana. Foi morto pelo rei Deríades da Índia.